# 巯基乙酸钠
巯基乙酸钠是一种化合物，化学式为HSCH2COONa。

## 制备
巯基乙酸钠可由巯基乙酸和氢氧化钠溶液(40%)在氮气保护下于20℃以下反应得到。
利用硫氢化钠和氯乙酸钠的反应也能得到产物：
ClCH2COONa + NaHS → HSCH2COONa + NaCl
其副反应会产生NaOOCCH2-S-CH2COONa。

## 性质
巯基乙酸钠在空气中容易被氧化，产生紫红色的二硫化物，铜、铁、锰的离子可以催化这一反应发生：
4 HSCH2COONa + O2 → 2 NaOOCCH2-S-S-CH2COONa + 2 H2O
这种二硫化物在水中溶解度较小。